# Shivangi Joshi
Shivangi Joshi (sinh ngày 18 tháng 5 năm 1998 tại Pune, bang Maharashtra, Ấn Độ) là một nữ diễn viên điện ảnh và truyền hình người Ấn Độ tham gia các bộ phim truyền hình bằng tiếng Hindi. Cô có vai diễn đầu tay trong bộ phim Khelti Hai Zindagi Aankh Micholi với vai diễn Trisha vào năm 2013. Cô được biết đến khi vào 2 vai diễn Naira Singhania Goenka và Sirat Shekhawat Goenka trong bộ phim Tình yêu diệu kỳ, đã giúp cô thu về nhiều giải thưởng.
Cô còn được biết đến qua các vai diễn Aayat Haider trong bộ phim Beintehaa, Poonam Thakur trong bộ phim Begusarai và Anandi Chaturvedi trong bộ phim Cô dâu 8 tuổi 2. Năm 2022, cô tham gia chương trình Fear Factor: Khatron Ke Khiladi 12 và bị loại ở tập 8 với vị trí thứ 12 chung cuộc. Năm 2023, cô vào vai Aradhana Sahni trong bộ phim Barsatein – Mausam Pyaar Ka.

## Tiểu sử
Shivangi Joshi sinh ngày 18 tháng 5 năm 1998 tại Pune, bang Maharashtra, Ấn Độ. Cô từng học ở Dehradun, Uttarakhand.

## Sự nghiệp

### Vai diễn đầu tay và sự đột phá trong diễn xuất (2013–2014)
Cô có vai diễn đầu tay vào năm 2013 với vai diễn Trisha trong bộ phim Khelti Hai Zindagi Aankh Micholi phát sóng trên kênh Zee TV. Sau đó, cô thủ vai Aayat Haider trong bộ phim Beintehaa. Năm 2014, cô xuất hiện với vai diễn Vishy trong bộ phim Love by Chance.
Cô vào vai Poonam Thakur trong bộ phim Begusarai và đóng chung với Vishal Aditya Singh. Bộ phim này cũng đánh dấu bước ngoặt lớn trong sự nghiệp diễn xuất của cô. Vai diễn này cũng giúp cô giành được giải thưởng Gương mặt mới nổi tại Giải thưởng Truyền hình Ấn Độ. Năm 2016, cô vào vai Meera trong phần 4 của bộ phim Yeh Hai Aashiqui và Jyoti trong bộ phim Pyaar Tune Kya Kiya.

### Thành công vững chắc với vai diễn trong bộ phimTình yêu diệu kỳ(2016–2021)
Năm 2016, cô vào vai Naira Singhania Goenka trong bộ phim Tình yêu diệu kỳ, giúp cô được nhiều khán giả tại Ấn Độ biết đến. Phản ứng hóa học của cô với Mohsin Khan được nhiều khán giả đánh giá cao và giúp cô trở thành một trong những nữ diễn viên hàng đầu Ấn Độ. Với vai diễn này, cô đã nhận được nhiều giải thưởng và đề cử, bao gồm Giải thưởng Truyền hình Ấn Độ, Giải thưởng Hàn lâm Truyền hình Ấn Độ, Giải Vàng, Giải Biểu tượng Vàng... Vào tháng 1 năm 2021, nhân vật của cô bị sát hại, nhưng cô vẫn tiếp tục tham gia với vai diễn rất giống Naira, Sirat Shekhawat Goenka. Cô đã chia tay đoàn làm phim vào tháng 10 năm 2021 và nhân vật Sirat cũng qua đời.
Năm 2020, cô ra mắt tại Liên hoan phim Cannes với bộ phim điện ảnh Love X Society, nhưng do ảnh hưởng của đại dịch COVID-19, nên bộ phim sau đó đã được phát hành trên nền tảng OTT.
Năm 2021 và 2022, cô vào vai Anandi Bhujaariya trong phần 2 của bộ phim Cô dâu 8 tuổi và đóng chung với Randeep Rai.

### Fear Factor: Khatron Ke Khiladi 12và các công việc khác (2022–nay)
Năm 2022, cô tham gia chương trình truyền hình thực tế Fear Factor: Khatron Ke Khiladi 12 được ghi hình tại Cape Town, Nam Phi, cô dừng bước từ tập 8 và kết thúc ở vị trí thứ 12.
Năm 2023, cô vào vai Prachi trong bộ phim Jab We Matched. Tháng 3 cùng năm, cô xuất hiện chớp nhoáng với vai diễn Rajpari Devlakha trong bộ phim Bekaboo. Từ tháng 7 năm 2023, cô thủ vai Aradhna Sahni và đóng chung với Kushal Tandon cùng Simba Nagpal trong bộ phim Barsatein – Mausam Pyaar Ka.

## Một số công việc khác
Shivangi Joshi là Đại sứ Thanh niên của Tổ chức phi chính phủ Khushii, do cầu thủ cricket Kapil Dev làm Giám đốc điều hành, với mục đích hỗ trợ trẻ em phát triển toàn diện.

## Sự nổi tiếng trong giới truyền thông

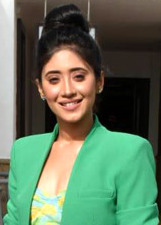
Shivangi Joshi trong buổi họp báo ra mắt chương trình Fear Factor: Khatron Ke Khiladi 12 vào năm 2022.

Trong Danh sách 50 phụ nữ quyến rũ nhất châu Á do tạp chí Eastern Eye có trụ sở chính tại Anh công bố, Shivangi Joshi xếp vị trí thứ 5 vào năm 2018, còn năm 2019, cô xếp ở vị trí thứ 7.
Trong Danh sách 50 người nổi tiếng của châu Á do Eastern Eye công bố, cô xếp ở vị trí thứ 26 vào năm 2020. Cô cũng được xếp hạng vào danh sách 30 ngôi sao nổi tiếng của châu Á dưới 30 tuổi cũng do Eastern Eye công bố vào năm 2022.
Trong Danh sách 20 người phụ nữ được khao khát nhất trên sóng truyền hình Ấn Độ do tạp chí The Times of India, cô xếp ở vị trí thứ 7 vào năm 2019 và vị trí thứ 9 vào năm 2020. Cô cũng là một trong số những nữ diễn viên truyền hình được theo dõi nhiều nhất trên Instagram.
Vào năm 2022, cô được Thống đốc bang Maharashtra trao tặng Giải thưởng Garhwal Post Silver Julibee, vì những đóng góp của cô cho truyền hình Ấn Độ.

## Danh sách tác phẩm

### Phim điện ảnh
| Năm  | Tác phẩm       | Vai diễn   | Ghi chú   | Tham khảo |
| ---- | -------------- | ---------- | --------- | --------- |
| 2020 | Love X Society | Geetanjali | Phim ngắn | [ 26 ]    |

### Phim và chương trình truyền hình
| Năm       | Tác phẩm                           | Vai diễn                    | Ghi chú                                                             | Tham khảo            |
| --------- | ---------------------------------- | --------------------------- | ------------------------------------------------------------------- | -------------------- |
| 2013      | Khelti Hai Zindagi Aankh Micholi   | Trisha                      |                                                                     | [ 4 ]                |
| 2013–2014 | Beintehaa                          | Aayat Haider Malik          |                                                                     | [ 27 ]               |
| 2014      | Love by Chance                     | Vishy                       | Tập phim: "Boys Not Allowed" (tạm dịch: "Con trai không được phép") |                      |
| 2015–2016 | Begusarai                          | Poonam Kumari Thakur        |                                                                     | [ 28 ]               |
| 2016      | Yeh Hai Aashiqui                   | Meera                       | Tập phim: "Bodyguard" (tạm dịch: "Người vệ sĩ")                     |                      |
| 2016      | Pyaar Tune Kya Kiya                | Jyoti                       |                                                                     |                      |
| 2016–2021 | Tình yêu diệu kỳ                   | Naira Singhania Goenka      |                                                                     | [ 29 ]               |
| 2021      | Tình yêu diệu kỳ                   | Sirat Shekhawat Goenka      |                                                                     | [ 30 ]               |
| 2021–2022 | Cô dâu 8 tuổi 2                    | Anandi Bhujaaria Chaturvedi |                                                                     | [ 11 ] [ 31 ] [ 32 ] |
| 2022      | Fear Factor: Khatron Ke Khiladi 12 | Thí sinh                    | Hạng 12                                                             | [ 33 ]               |
| 2023–2024 | Barsatein – Mausam Pyaar Ka        | Aradhana "Aaru/Radhy" Sahni |                                                                     | [ 34 ]               |

#### Với tư cách là khách mời
| Năm  | Tác phẩm                                | Vai diễn              | Ghi chú                                                  | Tham khảo |
| ---- | --------------------------------------- | --------------------- | -------------------------------------------------------- | --------- |
| 2013 | Parvarrish – Kuchh Khattee Kuchh Meethi | Không rõ tên nhân vật | Tập 359                                                  |           |
| 2015 | Killerr Karaoke Atka Toh Latkah         | Poonam Thakur         |                                                          |           |
| 2015 | Box Cricket League 2                    | Chính mình            | Người chơi. Chương trình truyền hình thực tế về cricket. |           |
| 2017 | Ishqbaaaz                               | Naira Singhania       |                                                          |           |
| 2019 | Nach Baliye 9                           | Naira Singhania       |                                                          |           |
| 2019 | Yeh Rishtey Hain Pyaar Ke               | Naira Singhania       |                                                          | [ 35 ]    |
| 2021 | Anupamaa                                | Naira Singhania       |                                                          |           |
| 2021 | Sirf Tum                                | Anandi Bhujaaria      |                                                          | [ 36 ]    |
| 2023 | Bekaboo                                 | Rajpari Devlekha      |                                                          | [ 37 ]    |
| 2023 | India's Best Dancer (Mùa 3)             | Aradhana Sahni        |                                                          | [ 38 ]    |
| 2023 | Bade Achhe Lagte Hain 3                 | Aradhana Sahni        |                                                          |           |

### Phim chiếu mạng
| Năm  | Tác phẩm       | Vai diễn      | Tham khảo |
| ---- | -------------- | ------------- | --------- |
| 2023 | Jab We Matched | Prachi        | [ 39 ]    |
| 2024 | Couple Goals 5 | Chưa xác định | [ 40 ]    |

### Phim ca nhạc
| Năm  | Tác phẩm         | Ca sĩ                            | Tham khảo |
| ---- | ---------------- | -------------------------------- | --------- |
| 2020 | Aadatein         | Nikhil D'Souza                   | [ 41 ]    |
| 2020 | Baarish          | Payal Dev, Stebin Ben            | [ 42 ]    |
| 2021 | Kismat Teri      | Inder Chahal                     | [ 43 ]    |
| 2021 | Aashiqui         | Hairat Aulakh                    | [ 44 ]    |
| 2021 | O Dilbar Yaara   | Stebin Ben                       | [ 45 ]    |
| 2022 | Humnava          | Stebin Ben                       | [ 46 ]    |
| 2022 | Teri Ada         | Mohit Chauhan, Saumya Upadhyay   | [ 47 ]    |
| 2022 | Boli Tujhse      | Asees Kaur, Abhijeet Shrivastava | [ 48 ]    |
| 2022 | Tu Mera Sanam    | Ishaan Khan                      | [ 49 ]    |
| 2022 | Heer Ranjha      | Rito Riba                        | [ 50 ]    |
| 2023 | Baarish Aayi Hai | Rito Riba                        | [ 51 ]    |

## Giải thưởng và đề cử

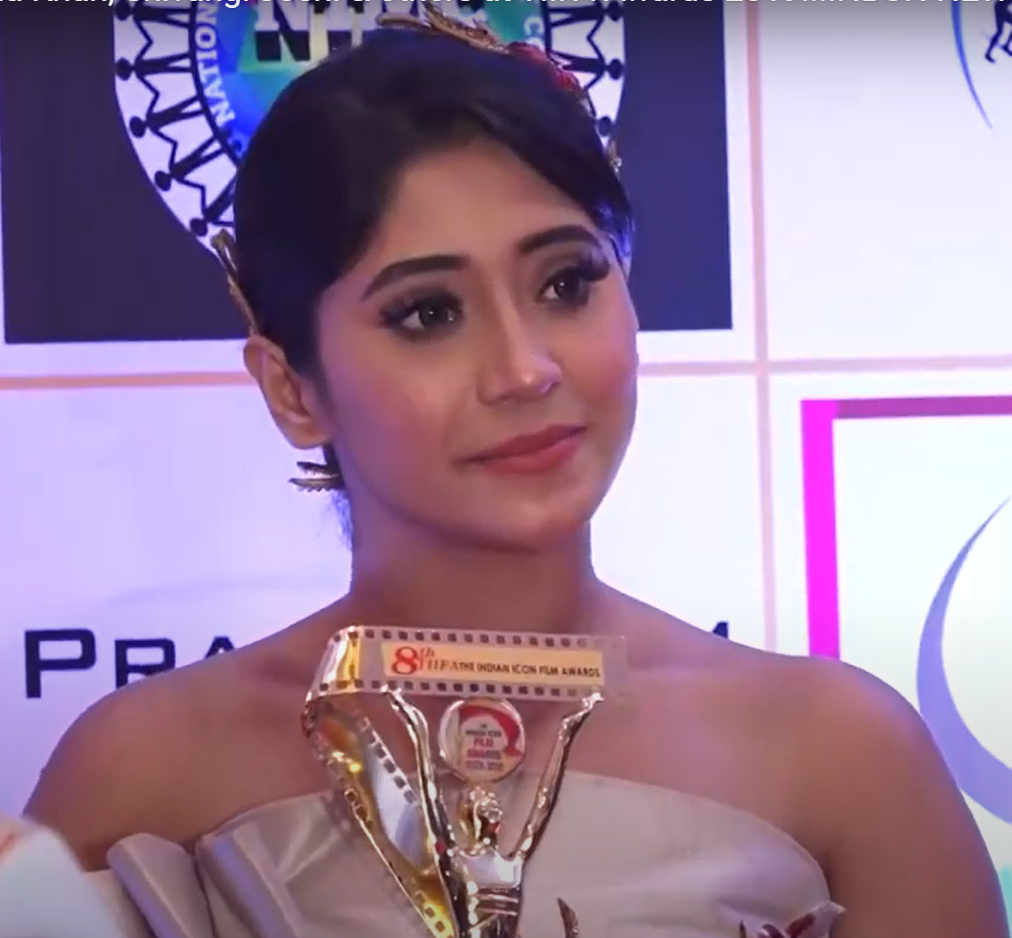
Shivangi Joshi tại Lễ trao Giải thưởng Truyền hình Ấn Độ 2019

| 2015                                       | Giải thưởng Truyền hình Ấn Độ                    | Gương mặt mới nổi                                                  | Begusarai        | Đề cử                       | [ 52 ] |                                       |                                  |                             |       |  |
| 2017                                       | Giải thưởng dành cho Khán giả Truyền hình châu Á | Nữ diễn viên của năm                                               | Tình yêu diệu kỳ | Đề cử                       | [ 53 ] |                                       |                                  |                             |       |  |
| 2017                                       | Giải Vàng                                        | Nữ diễn viên có vai diễn đầu tay xuất sắc nhất                     | Tình yêu diệu kỳ | Đoạt giải                   | [ 54 ] |                                       |                                  |                             |       |  |
| 2018                                       | Giải Vàng                                        | Cặp đôi màn ảnh nhỏ xuất sắc nhất (đoạt giải cùng với Mohsin Khan) | Tình yêu diệu kỳ | Đoạt giải                   | [ 55 ] |                                       |                                  |                             |       |  |
| 2018                                       | Giải Vàng                                        | Nữ diễn viên chính xuất sắc nhất                                   | Tình yêu diệu kỳ | Đề cử                       | [ 56 ] |                                       |                                  |                             |       |  |
| 2019                                       | Giải thưởng Truyền hình Ấn Độ                    | Nữ diễn viên chính xuất sắc nhất                                   | Tình yêu diệu kỳ | Đề cử                       | [ 57 ] |                                       |                                  |                             |       |  |
| 2019                                       | Giải Vàng                                        | Nữ diễn viên chính xuất sắc nhất                                   | Tình yêu diệu kỳ | Đoạt giải                   | [ 58 ] |                                       |                                  |                             |       |  |
| 2019                                       | Giải thưởng dành cho Khán giả Truyền hình châu Á | Nữ diễn viên của năm                                               | Tình yêu diệu kỳ | Đề cử                       | [ 59 ] |                                       |                                  |                             |       |  |
| 2019                                       | Giải thưởng Hàn lâm Truyền hình Ấn Độ            | Nữ diễn viên chính xuất sắc nhất                                   | Tình yêu diệu kỳ | Đoạt giải                   | [ 60 ] |                                       |                                  |                             |       |  |
| 2019                                       | Giải thưởng Ấn tượng của Trẻ em Nickelodeon      | Nữ diễn viên được yêu thích nhất                                   | Tình yêu diệu kỳ | Đề cử                       |        |                                       |                                  |                             |       |  |
| 2020                                       | Giải Quyến rũ và Phong cách Vàng                 | Người có ảnh hưởng lớn được tìm kiếm nhiều nhất                    | —                | Đoạt giải                   | [ 61 ] |                                       |                                  |                             |       |  |
| 2021                                       | Giải thưởng Hàn lâm Truyền hình Ấn Độ            | Nữ diễn viên chính xuất sắc nhất                                   | Tình yêu diệu kỳ | Đề cử                       | [ 62 ] |                                       |                                  |                             |       |  |
| 2021                                       | Giải thưởng Ấn tượng của Trẻ em Nickelodeon      | Nữ diễn viên được yêu thích nhất                                   | Tình yêu diệu kỳ | Đề cử                       |        |                                       |                                  |                             |       |  |
| 2021                                       | Giải Biểu tượng Vàng                             | Nữ diễn viên xuất sắc nhất                                         | Tình yêu diệu kỳ | Đoạt giải                   |        |                                       |                                  |                             |       |  |
| 2022                                       | Giải Biểu tượng Vàng                             | Nữ diễn viên phim truyền hình được yêu thích nhất năm              | Tình yêu diệu kỳ | Đoạt giải                   |        |                                       |                                  |                             |       |  |
| 2022                                       | Giải thưởng Hàn lâm Truyền hình Ấn Độ            | Nữ diễn viên được yêu thích nhất                                   | Tình yêu diệu kỳ | Đề cử                       | [ 63 ] |                                       |                                  |                             |       |  |
| 2023                                       | Giải thưởng Truyền hình Ấn Độ                    | Nữ diễn viên chính xuất sắc nhất                                   | Tình yêu diệu kỳ | Barsatein – Mausam Pyaar Ka |        |                                       |                                  |                             |       |  |
| 2023                                       | Giải thưởng Truyền hình Ấn Độ                    | Nữ diễn viên phim chiếu mạng xuất sắc nhất                         | Jab We Matched   |                             | 2023   | Giải thưởng Hàn lân Truyền hình Ấn Độ | Nữ diễn viên được yêu thích nhất | Barsatein – Mausam Pyaar Ka | Đề cử |  |
| 2023                                       | Nữ diễn viên xuất sắc nhất                       | Đề cử                                                              |                  |                             | 2023   | Giải thưởng Hàn lân Truyền hình Ấn Độ |                                  | Barsatein – Mausam Pyaar Ka |       |  |
| Nữ diễn viên xuất sắc nhất phim chiếu mạng | Jab We Matched                                   | Đề cử                                                              |                  |                             | 2023   | Giải thưởng Hàn lân Truyền hình Ấn Độ |                                  |                             |       |  |
| 2024                                       | Giải Vàng                                        | Nữ diễn viên chính xuất sắc nhất                                   | Tình yêu diệu kỳ | Chưa công bố                | [ 64 ] |                                       |                                  |                             |       |  |
| 2024                                       | Giải Vàng                                        | Nữ diễn viên có thể hình cân đối nhất                              | —                | Chưa công bố                | [ 64 ] |                                       |                                  |                             |       |  |
| 2024                                       | Giải Vàng                                        | Biểu tượng phong cách                                              | —                | Chưa công bố                | [ 64 ] |                                       |                                  |                             |       |  |

|}